# Alexandre-Victor Rouanet
Alexandre-Victor Rouanet (né à Labastide-Rouairoux le 22 juin 1747, mort à Saint-Pons le 29 janvier 1821), ecclésiastique, fut évêque constitutionnel de l'Hérault de 1799 à 1801.

## Biographie
Victor-Alexandre Rouanet nait dans l'ancien diocèse de Saint-Pons-de-Thomières. Vicaire puis curé d'Olonzac, jusqu'à la Révolution française il est professeur de théologie puis en 1774 principal du séminaire de Saint-Pons. L'Assemblée constituante, proclame en juillet 1790 la Constitution civile du clergé à laquelle il prête le serment. Il est vicaire épiscopal de Dominique Pouderous, évêque constitutionnel du département de l'Hérault qui songe à en faire son coadjuteur. À la mort de ce dernier il lui succède et il est sacré à Béziers évêque constitutionnel en novembre. Il n'assiste pas et ne se fait pas représenter au Concile national de 1801. Après le Concordat de 1801 il rétablit le culte, se démet en septembre 1801 et se retire à Saint-Pons. Il meurt d'apoplexie le 29 janvier 1821 avant d'avoir eu la possibilité de se rétracter. Il est inhumé par des anciens prêtres constitutionnels dans sa ville natale.